# كازيمير فانك
كازيمير فانك (بالإنجليزية: Kazimierz Funk) [kaˈʑimiɛʐ ˈfunk] (في الفترة من 23 فبراير 1884 حتى 19 نوفمبر 1967)، والمعروف عادة بـ الإنجليزية بالاسم كاسيمير فانك (Casimir Funk)، هو اختصاصي كيمياء حيوية أمريكي من أصل بولندي، ينسب إليه أنه أول من أطلق تسمية الفيتامينات في عام 1912، حيث سماها فايتال أمينات أو فيتامينات.

## إسهاماته العلمية
بعد قراءته لمقالة كتبها الألماني كريستيان إيكمان (Christiaan Eijkman) أظهرت أن من يأكل الأرز الكامل أقل عرضة للإصابة بمرض بري بري ممن يأكل الأرز المطحون تمامًا، وحاول فصل المادة المسئولة عن ذلك ونجح في ذلك عام 1912. وأطلق على هذه المادة اسم الفيتامين لأنها تحتوي على مجموعة الأمينات. وعرفت هذه المادة فيما بعد باسم فيتامين ب1 (الثيامين). واقترح فرضية أن الفيتامينات قد تعالج أمراضًا أخرى مثل: الكساح والحصاف والداء البطني والإسقربوط. ثم حذف حرف الإي "e" من نهاية كلمة فيتامينات "vitamine" بعد أن اكتشف أنه ليس شرطًا أن تكون كل الفيتامينات أمينات تحتوي على نيتروجين.
وبعد ذلك، افترض كازيمير فانك وجود عناصر غذائية أخرى، أصبحت معروفة الآن باسم 1 وب2 وج ود. وفي عام 1936، حدد كازيمير البنية الجزيئية لـ الثيامين رغم أنه لم يقم بفصلها. وكان هو أول من فصل حمض النيكوتينيك ( يطلق عليه أيضًا النياسين أو فيتامين ب3).
وأجرى فانك بعض الأبحاث حول الهرمونات والسكري والقرحة والكيمياء الحيوية لمرض السرطان.
ويكرم المعهد البولندي للعلوم والفنون الأمريكية (PIASA) العلماء الأمريكيين البولنديين الأصل بجائزة كازيمير فانك للعلوم الطبيعية، ويكون هذا التكريم كل عام. وسبق أن فاز بهذه الجائزة رولد هوفمان (Roald Hoffmann) الحائز على جائزة نوبل وألكسندر فولشتشان (Aleksander Wolszczan) وهيلاري كوبروسكي (Hilary Koprowski) وبيتر فولكسانسكي (Peter T. Wolczanski) وواكلو شيبالسكي (Wacław Szybalski) وبونوا ماندلبرو (Benoît Mandelbrot).
ثم عاد فانك إلى الولايات المتحدة الأمريكية في 1940 وشغل منصب رئيس مؤسسة فانك للأبحاث الطبية وأنهى حياته المهنية في السعي وراء المستخلصات الطحالية النشيطة عن طريق الفم.

## روابط خارجية
- كازيمير فانك على موقع الموسوعة البريطانية (الإنجليزية)

## كتابات أخرى
- Harow, Benjamin CASIMIR FUNK-Pioneer in Vitamins and Hormones. Dodd, Mead & Company, New York,N. Y., 1955. 209 pages.
- Biography
- Review of Harow's biography at pubmedcentral نسخة محفوظة 22 يونيو 2020 على موقع واي باك مشين., pdf
- Biography at FAQs, nutrition accessed Dec 2006.
- Piro، Anna (1 يناير 2010). "Casimir Funk: His Discovery of the Vitamins and Their Deficiency Disorders". Annals of Nutrition and Metabolism. ج. 57 ع. 2: 85–88. DOI:10.1159/000319165. {{استشهاد بدورية محكمة}}: الوسيط author-name-list parameters تكرر أكثر من مرة (مساعدة)
- Griminger، Paul (سبتمبر 1972). "Casimir Funk--a biographical sketch (1884-1967)". Journal of Nutrition. ج. 102 ع. 9: 1105–1113. مؤرشف من الأصل في 2023-04-16.
- "Funk, Casimir." Complete Dictionary of Scientific Biography. Vol. 5. Detroit: Charles Scribner's Sons, 2008. 208-209. Gale Virtual Reference Library. Web. 19 July 2012.